# André Roberson
André Lee Roberson (ur. 4 grudnia 1991 w Las Cruces) – amerykański koszykarz, występujący na pozycji obrońcy.
16 lutego 2021 podpisał umowę do końca sezonu z Brooklyn Nets. 24 lutego został zwlniony. Dwa dni później zawarł kolejny kontrakt z klubem, tym razem 10-dniowy. Po jego wygaśnięciu opuścił klub.

## Osiągnięcia
Stan na 8 marca 2021, na podstawie, o ile nie zaznaczono inaczej.
NCAA
- Uczestnik:
  - II rundy turnieju NCAA (2012)
  - turnieju (2012, 2013)
- Mistrz turnieju konferencji Pac-12 (2012)
- Obrońca roku Pacific-12 (2013)[5]
- Zaliczony do:
  - I składu:
    - All-Pac-12 (2012–2013)
    - defensywnego Pac 12 (2012, 2013)
    - turnieju Pac 12 (2012)

NBA
- Zaliczony do II składu defensywnego NBA (2017)[6]
- Lider play-off w średniej:
  - przechwytów (2017)[7]
  - bloków (2017)[8]